# Collection Mystéria
La Collection Mystéria est une collection de romans policiers publiée par les éditions Ferenczi & fils.

## Historique
La collection paraît de 1949 à 1950 et ne comporte que quatorze titres de deux écrivains Marcel Allain et Henry Musnik.
Sur la page de titre figue la mention "Collection Mystéria", tandis que sur la couverture il est indiqué "Bibliothèque mystéria".